# 서초구의회
서초구의회는 서울특별시 서초구 지역을 관할하는 기초의회이다.